# Xian autonome mandchou de Yitong
Le xian autonome mandchou de Yitong (伊通满族自治县 ; pinyin : Yītōng mǎnzú Zìzhìxiàn) est un district administratif de la province du Jilin en Chine. Il est placé sous la juridiction de la ville-préfecture de Siping.

## Démographie

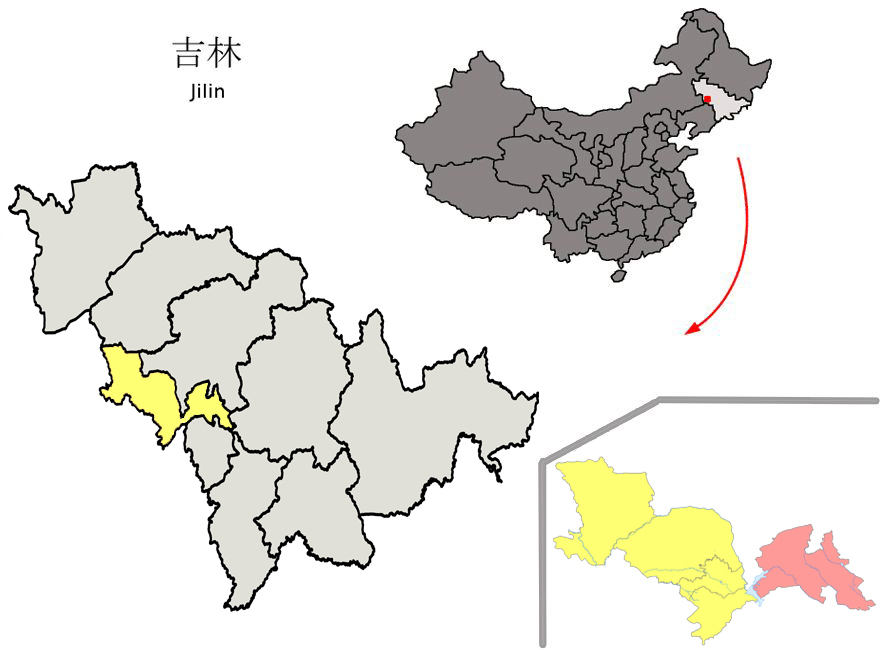
Localisation de Yitong dans le Jilin

La population du district était de 473 842 habitants en 1999.